# HD 155358 b
HD 155358 b是一顆位於武仙座的太陽系外行星，距離地球約142光年，屬於氣體巨行星，母恆星是 HD 155358。該行星距離母恆星的距離是日地距離的63%，並且軌道離心率不高。它的質量下限是木星的89%，公轉週期195日。

## 外部連結
- The Extrasolar Planets Encyclopaedia: HD 155358 b （页面存档备份，存于）